# Melevisione e le sue storie
Melevisione e le sue storie è un programma televisivo italiano per bambini privo di conduzione, trasmesso da Rai 3 dal 1999 al 2005.

## Produzione
Il programma è nato come uno spin-off del famoso programma per bambini Melevisione di Rai 3, per i cartoni del programma, alcuni dei quali venivano trasmessi all'interno delle puntate di Melevisione, altri invece erano "esterni" alle puntate. Inizialmente lo spin-off è nato come una rubrica di Melevisione, che racchiudeva le puntate abbreviate (con meno tempo di scene in studio e meno cartoni) per problemi di spazio nel palinsesto; divenne poi, nel 2000, una rubrica estiva che spesso comprendeva anche repliche di alcune puntate dell'ultima stagione conclusa, in cui però venivano modificati i cartoni e i titoli di coda.
Quando poi nel 2003 la Melevisione divenne una sitcom per bambini e non fu più un "contenitore" di cartoni, Melevisione e le sue storie divenne un programma stabile che veniva trasmesso prima di Melevisione, comprensivo di due cartoni. Infine, Melevisione e le sue storie fu interrotto circa nel settembre 2005 quando arrivò il nuovo contenitore Treddi che fu seguito da Trebisonda nel settembre 2006.